# Gianfranco Lamberti
Gianfranco Lamberti (Salerno, 25 gennaio 1947 – Livorno, 1º marzo 2018) è stato un politico italiano.
È stato sindaco di Livorno dal 1992 al 2004 e di Montecorvino Pugliano, in provincia di Salerno, dal 2016 fino alla morte.

## Biografia
Laureatosi in Medicina e Chirurgia presso l'Università di Napoli, nel 1972, si è specializzato in Ortopedia e Traumatologia presso l'Università di Padova. Ha lavorato presso l'Istituto Ortopedico Toscano di Firenze e successivamente presso gli Ospedali Civili di Livorno, fino alla sua elezione a Sindaco. La sua attività politica inizia nel sindacato, CGIL, sulle tematiche della sanità, delle Riforma Sanitaria, in particolare riguardo l'applicazione della legge 180 e l'evoluzione della scuola di Basaglia, a Trieste.
Iscritto al Partito Comunista Italiano dal 1976, ha contribuito alla nascita del Partito Democratico della Sinistra e poi dei Democratici di Sinistra.
Dal 1978 al 1980 è Presidente del Consorzio Socio Sanitario di Livorno. Nel 1980 viene eletto nel Consiglio Comunale di Livorno; ricopre la carica di assessore alla sanità ed alla sicurezza sociale sino al 1985. Tra il 1985 e il 1990 è Assessore all'Urbanistica. Tra il 1990 e il 1992 è Capogruppo consiliare per il PCI-PDS. Eletto sindaco di Livorno nel 1992, viene riconfermato, con l'elezione diretta al primo turno nel 1995 e nel 1999.
È stato membro per l'Italia del Comitato delle Regioni dell'Unione Europea, nel quale ha ricoperto l'incarico di responsabile della Delegazione Italiana, di Vicepresidente del Gruppo Partito del Socialismo Europeo ed infine, dal 2000 al 2004, di vicepresidente dello stesso Comitato. Durante questa esperienza a Bruxelles, ha curato le tematiche connesse alle politiche euro-mediterranee, dando vita a numerose iniziative e producendo scritti riguardanti l'evoluzione del Processo di Barcellona. Inoltre si è occupato, con pareri ufficiali trasmessi al Parlamento Europeo dal CdR, della Sicurezza in mare, contribuendo alla costituzione della Agenzia Europea della Sicurezza in Mare.
È stato Presidente della Fondazione LEM di Livorno, fin dalla sua nascita e membro della CRPM, Conferenza delle Regioni Periferiche e Marittime della Unione Europea, la cui segreteria, per il Mediterraneo, ha trovato sede presso la stessa Fondazione LEM. Dopo la conclusione del terzo mandato di Sindaco, dal settembre 2004, ha assunto la responsabilità di vice-responsabile del Dipartimento Cultura, presso la Direzione Nazionale dei DS.
Alle elezioni amministrative per il comune di Livorno del 6 e 7 giugno 2009 si presenta agli elettori con la propria lista "Confronto per Livorno", che lo vede opposto, tra gli altri, proprio al Partito Democratico, ottenendo però solo il 3,2% dei consensi (aveva pronosticato di arrivare almeno al 10%) anche se gli viene attribuito un seggio in consiglio comunale. Il 10 giugno, in un'intervista rilasciata ad un giornale locale, dichiara di voler effettuare una dura opposizione al sindaco negli anni che verranno.
Il 19 dicembre del 2015 viene presentata ufficialmente la sua candidatura a Sindaco di Montecorvino Pugliano, paese della provincia di Salerno dove è cresciuto, con la lista civica di centrosinistra "LiberaMente". Il 6 giugno 2016 viene eletto sindaco di Montecorvino Pugliano, ruolo che ricoprirà fino alla morte, sopraggiunta il 1º marzo 2018 a causa di una malattia.

## Controversie
L'operato di Gianfranco Lamberti è stato soggetto a molte critiche durante la sua permanenza a primo cittadino di Livorno. 
Tra le opere strutturali è da ricordare il primo moderno centro commerciale ipermercato (comparto di Porta a Terra) che alcuni ritengono causa della crisi del centro storico, centro commerciale naturale della città. L'operazione, che ha comunque dotato la città di importanti infrastrutture commerciali e di un albergo, ha portato anche alla costruzione di un cinema multisala, la cui apertura, secondo alcuni, avrebbe causato ripercussioni sulle attività cinematografiche del centro, contribuendo a decretarne la rapida chiusura.
Lamberti è stato criticato per non aver migliorato la situazione del traffico cittadino. Durante il suo mandato è stata però pedonalizzata una vasta area del centro (Piazza Cavour - via Ricasoli), da sempre asse commerciale della città.
Sotto la sua giunta fu approvato il progetto del primo rigassificatore galleggiante (offshore) al mondo nel mare di Livorno e Pisa. Lamberti non ha coinvolto o consultato la popolazione e nel 2003 ha negato un referendum. Nel 2004 insieme al sindaco Cosimi ha eliminato la possibilità di richiedere un referendum consultivo della popolazione.
Come sindaco è stato criticato inoltre per il primo piano regolatore che ha permesso la parziale cementificazione del colle di Montenero, che domina Livorno con il suo famoso Santuario, e per l'opera svolta per ottenere il salvataggio del Cantiere Navale, con la trasformazione dell'area in un altro centro commerciale con annessi ipermercato e residenze di lusso; altre critiche hanno accompagnato il rifacimento del viale a mare con la famosa passeggiata lato terra dotata di palme, ma che ha portato anche alla costruzione di nuove strutture commerciali dal disegno eterogeneo (i cosiddetti chalet o baracchine) e all'apertura di tre piazzette, sempre molto frequentate durante la stagione estiva.
Inoltre con Lamberti hanno preso vita però una serie di progetti finalizzati al recupero della città storica, tra cui vanno ricordati la ricostruzione del Canale dei Navicelli in Venezia Nuova (non ultimata), il restauro della Terrazza Mascagni e il restauro del Teatro Goldoni (ultimato nel 2004). È naufragato invece il progetto di recupero dello Stabilimento termale Acque della Salute.